# Воля-Соснова
Воля-Соснова (пол. Wola Sosnowa) — село в Польщі, у гміні Любранець Влоцлавського повіту Куявсько-Поморського воєводства.
Населення — 214 осіб (2011).
У 1975-1998 роках село належало до Влоцлавського воєводства.

## Демографія
Демографічна структура станом на 31 березня 2011 року:
|          | Загалом | Допрацездатний вік | Працездатний вік | Постпрацездатний вік |
| -------- | ------- | ------------------ | ---------------- | -------------------- |
| Чоловіки | 106     | 26                 | 68               | 12                   |
| Жінки    | 108     | 30                 | 56               | 22                   |
| Разом    | 214     | 56                 | 124              | 34                   |